# 查尔斯·皮克
夏尔·皮克（英語：Charles Pic，1990年2月15日—，生于法国蒙特利马尔）是一位法国前職業赛车手，曾在2012及2013年出賽兩個完整賽季的一級方程式賽車，首年效力於瑪魯西亞車隊，隔年转投卡特汉姆车队。2015年完成电动方程式赛事后宣布退役。2022年起，他开始担任二级方程式锦标赛中DAMS车队的领队。

## 职业生涯

### 卡丁車與雷諾方程式
皮克在13歲時進入卡丁車界。在他的「教父」埃里克·伯納德的幫助下，皮克在義大利與法國錦標賽中取得了強勁的成績。
皮克在2006年首次登上雷諾方程式賽場，效力於La Filière車隊。他以第三名結束賽季，並取得了新秀冠軍。

### 雷諾方程式3.5系列賽

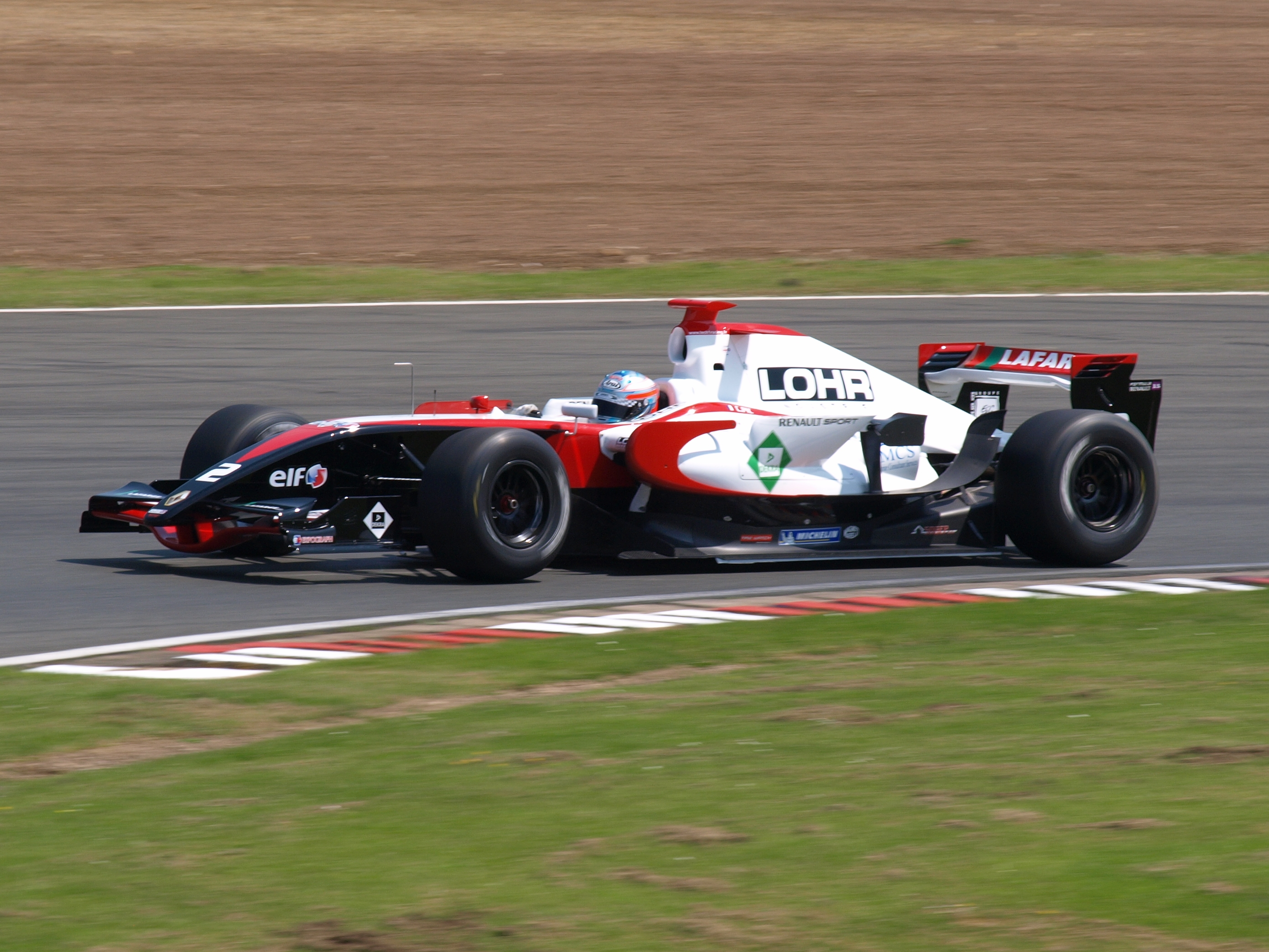
皮克在銀石賽道出賽2008年雷諾方程式3.5系列賽。

皮克在2008年轉投Tech 1車隊，參加雷諾方程式3.5系列賽。他與朱利安·茹斯搭檔，靠著在摩納哥賽道（拿下桿位與最快圈速，主宰了整個周末）及利曼的兩場分站冠軍，最終在積分榜上名列第六。他在下一個賽季續留Tech 1，又在銀石與紐伯格林再度贏得兩座分站冠軍，最終在積分榜上取得第三名。他在2009年也成為了RF1車手計畫的成員。

### GP2系列賽
2009年底，皮克轉往參加GP2亞洲系列賽，加盟雅頓車隊，並且續留該隊至2010年GP2系列賽賽季。皮克在巴林的亞洲系列賽賽季揭幕戰中首度與該隊拿下勝利，又將這股氣勢帶往了位於加泰隆尼亞賽道的2010年主要系列賽開幕戰。他最終在車手積分榜上取得第10名。
到了2011年，皮克轉投巴瓦阿達克斯車隊，與未來一級方程式賽車的隊友吉多·范德加德搭檔。儘管未能在先前的亞洲系列賽拿下任何積分，但他在加泰隆尼亞與范德加德以一二名完賽，贏得了他的第二座GP2分站冠軍。在摩納哥街道賽的第二座冠軍，讓他在車手積分榜上升至第三名。之後在瓦倫西亞取得桿位的2分積分，讓他在積分榜上暫居領先，不過他兩場比賽皆以退賽收場，使得積分名次下滑，最終在積分榜上名列第四，領先范德加德3分。

### 一级方程式
2011年11月，皮克参加了一级方程式的青年车手测试，代表玛鲁西亚维珍车队完成了测试。2012年赛季，皮克加入重组后的玛鲁西亚车队，担任正式车手。2013年赛季，皮克转投卡特汉姆车队担任正式车手。赛季结束后，卡特汉姆宣布不会与皮克续约2014赛季。2014年，皮克加入路特斯车队，担任测试及预备车手。

### 电动方程式
在电动方程式的首个赛季2014－15年電動方程式錦標賽中，皮克参加了部分的比赛，赛事首战北京站他代表安德雷蒂车队出战，并获得第四名；然而第二站他的位置被马修·布拉汉姆取代。直接到第5站迈阿密站，他加入中国车队顶替董荷斌出赛，但在第9场比赛之后他的位置由安东尼奥·加西亚代替。之后皮克从赛车围场中退出。

## 后赛车生涯
2022年起，皮克开始担任二级方程式锦标赛中DAMS车队的领队。

## 一級方程式賽車各賽季成绩
（图例）粗体为杆位出赛，斜体为最快圈速
| 赛季   | 车队         | 底盘         | 引擎                         | 1      | 2     | 3     | 4        | 5      | 6      | 7     | 8     | 9     | 10    | 11     | 12    | 13     | 14    | 15     | 16     | 17    | 18     | 19       | 20    | 名次 | 积分 |
| ------ | ------------ | ------------ | ---------------------------- | ------ | ----- | ----- | -------- | ------ | ------ | ----- | ----- | ----- | ----- | ------ | ----- | ------ | ----- | ------ | ------ | ----- | ------ | -------- | ----- | ---- | ---- |
| 2012年 | 玛鲁西亚车队 | 玛鲁西亚MR01 | 考斯沃斯CA2012 V8            | 澳 15† | 馬 20 | 中 20 | 巴林 Ret | 西 Ret | 摩 Ret | 加 20 | 欧 15 | 英 19 | 德 20 | 匈 20  | 比 16 | 16     | 新 16 | 日 Ret | 韩 19  | 印 19 | 阿 Ret | 美 20    | 巴 12 | 第21 | 0    |
| 2013年 | 卡特汉姆车队 | 卡特汉姆CT03 | 雷诺RS27-2013 V8             | 澳 16  | 马 14 | 中 16 | 巴林 17  | 西 17  | 摩 Ret | 加 18 | 英 15 | 德 17 | 匈 15 | 比 Ret | 17    | 新 19  | 韩 14 | 日 18  | 印 Ret | 阿 19 | 美 20  | 巴西 Ret |       | 第20 | 0    |
| 2014年 | 蓮花F1車隊   | 蓮花E22      | 雷諾 Energy F1-2014 1.6 V6 t | 澳     | 马    | 巴林  | 中       | 西     | 摩     | 加    | 奥    | 英    | 德    | 匈     | 比    | ITA TD | 新    | 日     | 俄     | 美    | 巴西   | 阿       |       | –    | –    |

†未完赛，但已完成赛事总里程的90%。